# Цар Селевк
«Цар Селевк» (порт. El-Rei Seleuco), назва першого видання «Комедія про царя Селевка» (порт. Comédia d’El Rey Selevco); також «Ауто про царя Селевка» (порт. Auto d’El-Rei Seleuco) — одноактна п'єса Луіша де Камоенса, яку прийнято відносити до жанру ауто або комедії мораліте. Дата створення невідома; передбачається, що була написана після 1545 року. Вперше опублікована посмертно в 1645 році.
У п'єсі розвивається розхожий сюжет про те, як басилевс Держави Селевкідів Селевк поступився своєю дружиною Стратонікою своєму синові Антіоху.

## Опис
Незважаючи на те, що раніше, в XIX столітті, зустрічалися вказівки на перше видання п'єси 1616 року, сучасні дослідники датують першу її публікацію 1645 роком. Комедія включена до зібрання творів Камоенса (том III 1843 року і том IV 1863 року). Тим не менше, відсутність якого-небудь письмового свідоцтва про ауто до 1645 року стало одним з аргументів, які ставлять під сумнів авторство Камоенса. 
«Цар Селевк» це самий короткий драматичний твір Камоенса. Його пролог і кінцівка написані прозою, а текст самого дійства — віршами (редондилья). У пролозі щодо п'єси використовуються терміни «ауто» та «фарс», а титул першого видання твору містив термін «комедія». В тексті присутні анахронізми: в пролозі залучений зброєносець Ланселота, а в Сирії часів до нашої ери (до Різдва Христова) перебувають паж і музикант на ім'я Алешандре да Фонсека; служниця вигукує: «Господи Ісусі! Хто тут?» (Moça: Jesu! Quem 'stá ahi?).
Особливістю даного твору Камоенса є те, що третину його об'єму займають прозові пролог і кінцівка, завдяки чому автор створює ілюзію присутності театру в театрі. Загальна для усіх трьох п'єс Камоенса («Амфітріони», «Філодему» та «Цар Селевк») тема подолання коханням будь-яких соціальних перешкод є аргументом для зарахування їх до жанру комедій мораліте.
Ауто ґрунтується на відомостях з «Порівняльних життєписів» Плутарха (Деметрій, 38) про басилевса Держави Селевкідів Селевка, його дружини Стратоніки та сина Антіоха, хоча до Плутарха про це писав Валерій Максим, а після нього — Лукіан Самосатський, Петрарка, Боккаччо та інші автори.

## Дійові особи
У пролозі
- Мордом або господар будинку
- Мартін Шиншорру
- Амброзіу, зброєносець Ланселота
- Слуга

У комедії
- Цар Селевк
- Цариця Стратоніка
- Царевич Антіох
- Леокадіу — паж Антіоха
- Фролалта — служниця Стратоніки
- Воротар
- Рабиня в покоях цариці
- Лікар (розмовляє кастильською мовою)
- Саншу — слуга лікаря (розмовляє кастильською мовою)
- Алешандре да Фонсека — один з музикантів (часом використовує кастильские слова)

## Зміст

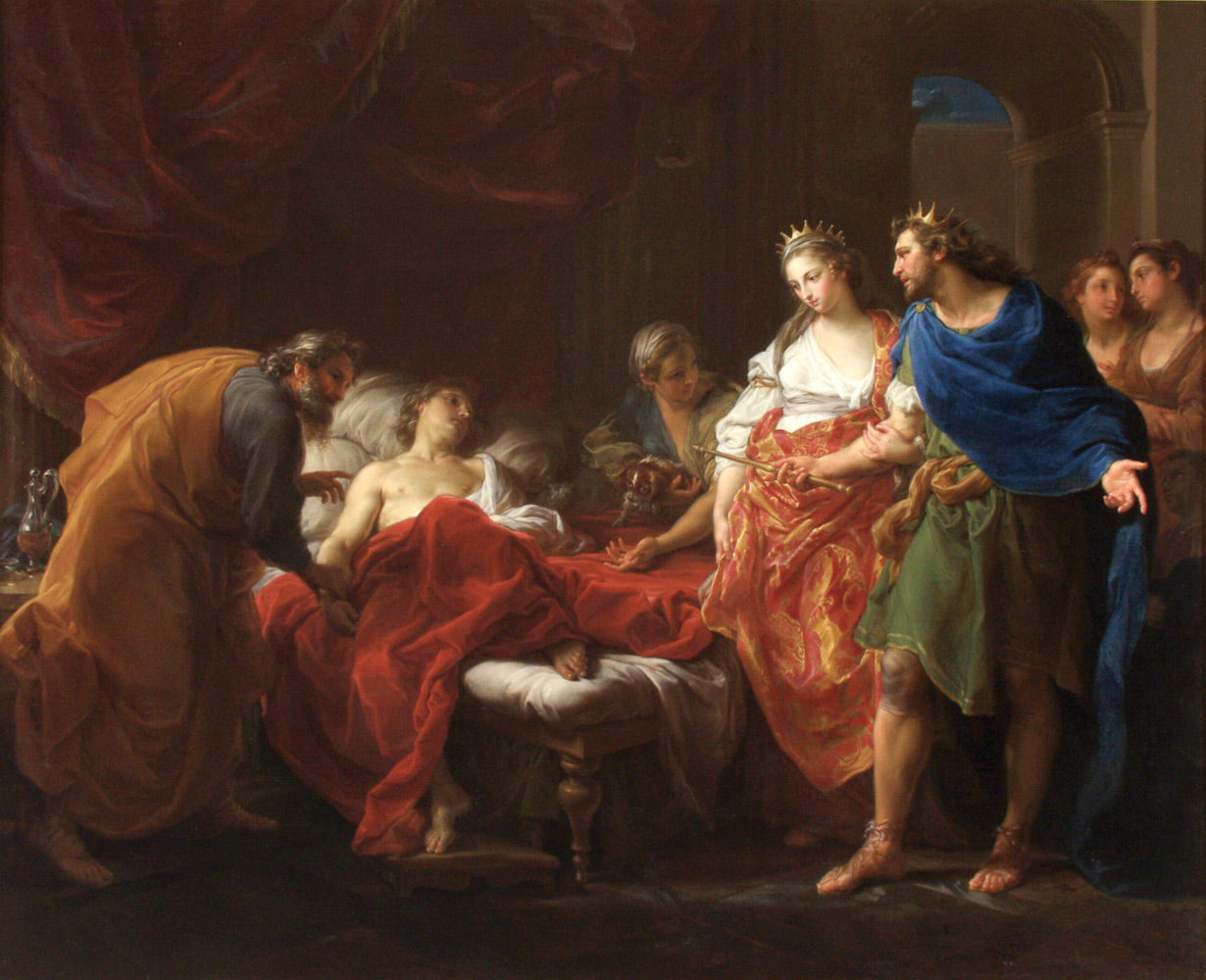
Помпео Батоні, «Антіох та Стратоніка», 1746

У палаці стурбовані станом Антіоха. Вже на самому початку ауто цариця каже цареві про нездужання царевича Антіоха, про жовтизну його обличчя — чи то від туги, чи то від хвороби. Причина поки нікому не відома. Антіох ж при своїй першій появі говорить пажу Леокадіу про безнадійне кохання, але батькові відповідає, що не знає причину свого поганого стану, що доводить його навіть до передчуття смерті. В одному він впевнений точно: лікарі нічим не допоможуть. Цариця радить вдатися до відпочинку, на що Антіох відповідає, що така хвороба не лікується відпочинком, а реплікою глядачам дає зрозуміти, що його недуга криється в коханні. Алешандре да Фонсека також каже, що від кохання лікарі не лікують.
Згодом цариця усвідомлює інтригу: «Я кохала його, як сина, а він любить мене по-іншому — мистецтвом кохання». У діалозі з царем лікар зізнається у своєму безсиллі, оскільки він не знає дієвих ліків проти кохання, і відкриває йому страшну правду: син його кохає царицю, його дружину свою мачуху. Здолавши своє здивування, цар знаходить вихід. Для порятунку свого єдиного спадкоємця він поступається синові свою дружину: «Вставай, синку, зараз ти отримаєш від мене те, чого прагнеш». Слова пажа підводять підсумок дійства: «Батько наказав синові одружуватися на своїй дружині».

## Видання
Перша публікація
- Camões, Luis de. Comédia d’El Rey Selevco // Rimas de Lvis de Camões ; primeira parte. Agora nouamente emendadas nesta vltima impressaõ, & acrecentada huma Comedia nunca atègora impressa. — Lisboa : Officina de Paulo Craesbeeck Impressor, 1645. — С. folios 185–204.

В зібраннях творів
- Camões, Luis de. El-Rei Seleuco // Obras de Luiz de Camões: Redondilhas. Comedias. — Lisboa : Imprensa Nacional, 1863. — Т. IV. — С. 195—238.